# Rhorus dentatus
Rhorus dentatus är en stekelart som beskrevs av Barron 1986. Rhorus dentatus ingår i släktet Rhorus och familjen brokparasitsteklar. Inga underarter finns listade i Catalogue of Life.